# Многосторонний координационный совет Международной космической станции
Многосторонний координационный совет Международной космической станции (англ. International Space Station Multilateral Coordination Board, сокр. MCB) — самый высокий уровень совместного органа в программе Международной космической станции (МКС). Он был создан в рамках Меморандума о взаимопонимании по МКС. Был первоначально подписан в 1998 году.
Совет состоит из представителей каждой из сотрудничающих организаций-партнёров по МКС: НАСА, Роскосмос, ДЖАКСА, Европейского космического агентства и Канадского космического агентства. Совет устанавливает политику для МКС, в том числе утверждает стратегии, таких как Кодекс поведения для экипажей Международной космической станции. Политика для МКС является частью Межправительственного соглашения МКС. Данное соглашение, вместе с Меморандумом о взаимопонимании по МКС, обеспечивают правовую основу для всей программы МКС.